# Bourke B. Hickenlooper
Bourke Blakemore Hickenlooper (Blockton, Iowa, 21 de juliol de 1896 - 4 de setembre de 1971) va ser un polític estatunidenc, membre del Partit Republicà. Va ser el senador per l'estat d'Iowa des de 1945 fins al 1969. Va ser a més 29è governador d'Iowa des de 1943 fins al 1945.